# مدثر الطاهر
مدثر الطاهر (عربی: مدثر الطيب إبراهيم الطاهر؛ زادهٔ ۲۳ ژوئیهٔ ۱۹۸۸) بازیکن فوتبال اهل سودان است.
از باشگاه‌هایی که در آن بازی کرده‌است می‌توان به باشگاه فوتبال الهلال ام درمان اشاره کرد.
وی همچنین در تیم‌های ملی فوتبال زیر ۲۳ سال سودان و سودان بازی کرده‌است.